# Einseitenbandmodulation
Die Einseitenbandmodulation (ESB, heute geläufiger als SSB von englisch single-sideband modulation) ist eine spektrum- und energieeffiziente Modulationsart zur Sprachübertragung. Sie wird üblicherweise auf analogen Funkverbindungen wie dem Kurzwellenbereich für Seefunk, Flugfunk auf Langstrecken (s. Shannon Radio), in militärischen Anwendungen und im Amateur-, sowie im CB-Funk verwendet. SSB wurde in den 1930er Jahren von den Fernmeldeverwaltungen entwickelt und zunächst für die drahtgebundene Übertragung von Telefongesprächen über große Entfernungen, später auch für transkontinentale Funkstrecken eingesetzt. Im Bereich des analogen Sprechfunks, wie er im Amateurfunk weiterhin üblich ist, wurde die Amplitudenmodulation (AM), welche zwei Seitenbänder und damit eine größere Bandbreite belegt, von der Einseitenbandmodulation im Laufe der 1960er Jahre fast vollständig verdrängt.
Die Form der Einseitenmodulation im Rahmen der digitalen Signalverarbeitung wird auch als VSB-Modulation (englisch Vestigial Sideband Modulation) bezeichnet.

## Eigenschaften

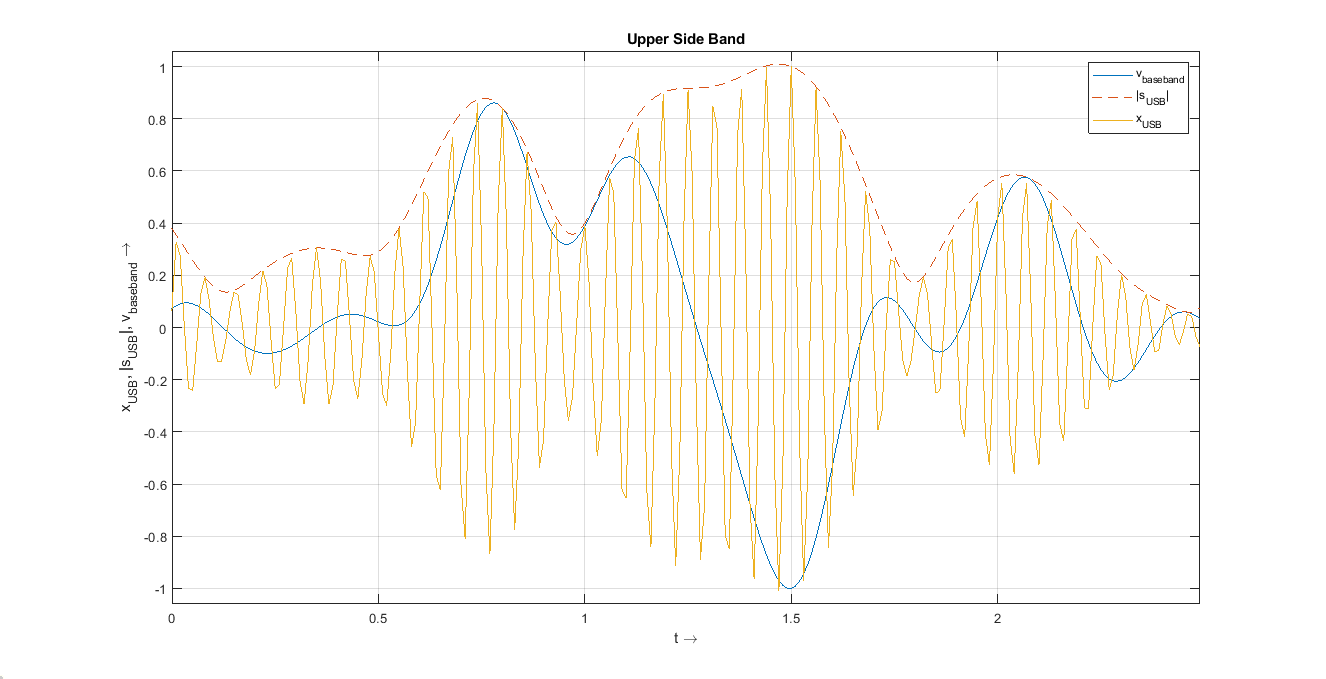
Darstellung eines beispielhaften SSB-Signals im Zeitbereich mit zugehörigem Basisbandsignal und der Hüllkurve des SSB-Signals. Im Gegensatz zur Amplitudenmodulation entspricht der Verlauf der Hüllkurve nicht dem Verlauf des Basisbandsignals

Anders als bei Amplitudenmodulation, werden bei SSB keine redundanten Signalkomponenten, wie ein zweites Seitenband, ausgestrahlt. Üblicherweise wird SSB mit unterdrücktem Träger ausgesendet, es gibt aber auch Varianten mit Träger bzw. Träger mit reduzierter Amplitude. Bei unterdrücktem Träger wird die gesamte Sendeenergie für den Informationsgehalt des Signales verwendet, wodurch bei gegebener Sendeleistung größere Reichweiten und bessere Störabstände erzielt werden. So ist auch die Störauswirkung von Mehrwegeausbreitung bei SSB geringer als bei Amplitudenmodulation.
SSB besitzt gegenüber der Amplitudenmodulation mit unterdrücktem Träger Vorteile wie halbierten Bandbreitenbedarf. Nachteilig an SSB ist vor allem der bei analogen Empfängern höhere schaltungstechnische Aufwand und damit verbunden höhere Kosten für SSB-taugliche Funkgeräte. Eine einfache AM-Demodulation mit einem Hüllkurvendemodulator ist bei SSB grundsätzlich nicht machbar.
Im Gegensatz zur Amplitudenmodulation und der Amplitudenmodulation mit unterdrücktem Träger, welche beide nicht die Phasenlage der Trägerfrequenz beeinflussen, weist die Einseitenbandmodulation als Komponente eine Phasenmodulation des Trägers auf. Diese ist umso stärker, je größer die Amplitude des Seitenbandsignals zur Trägeramplitude ist. Historisch zählt SSB trotz Modulation der Phase zu dem Bereich der Amplitudenmodulationsverfahren.
Durch die Art der Modulation kommt es bei hochfrequenten Basisbandsignalen zu einer großen Aussteuerung im modulierten Signal, was mit einem hohen Crestfaktor verbunden ist. Aus diesem Grund ist SSB für Impulsübertragungen und als digitales Modulationsverfahren nicht besonders gut geeignet.

## Spektrale Darstellung

Bei SSB wird nur ein Seitenband gesendet, die Trägerfrequenz ist unterdrückt. Das Basisbandsignal ist nur eine Sinusschwingung

Durch das zu modulierende reelle Basisbandsignal entstehen bei Amplitudenmodulation symmetrisch zur Trägerfrequenz (englisch Carrier) zwei zusätzliche Frequenzbereiche. Wenn die Modulationsfrequenz beispielsweise im Frequenzbereich zwischen 300 Hz und 4000 Hz schwankt, wird ein Frequenzband der Gesamtbreite 8000 Hz erzeugt und benötigt. Den oberen belegten Frequenzbereich bezeichnet man als USB (englisch upper side band); der untere belegte Frequenzbereich heißt LSB (englisch lower side band); beide Frequenzbereiche enthalten bei einer Amplitudenmodulation exakt die gleiche Information.
Bei einer SSB mit unterdrücktem Träger, wie in nebenstehender Abbildung mit einem in der Frequenz veränderlichen Sinus als Basisbandsignal dargestellt, verändert sich nur der Spektralanteil im oberen Seitenband analog zum Basisbandsignal. Die Einhüllende ist dabei konstant und bei einer verringerten Amplitude des Modulationssignales sinkt daher auch im gleichen Verhältnis die Sendeleistung.
Die benötigte Sendeleistung ist aufgrund der fehlenden permanenten Trägerwelle in der Bandmitte erheblich geringer; sie schwankt zwischen 0 % und 12,5 % und ist daher nur noch abhängig davon, was an Modulationssignalpegel auf der Mischfrequenz relativ zur Bandmitte selbst übrigbleibt (sog. „Differentialmodulation“). Nachteilig bei unterdrücktem Träger ist, dass keine Information gesendet wird, wo die für die Demodulation notwendige Trägerfrequenz spektral liegt. Die Phasenlage ist für nicht-kohärente Demodulation nicht nötig. Ob es sich bei der Ausstrahlung um USB oder LSB handelt, muss vereinbart werden.
Bei analoger Ausstrahlung, wie beispielsweise im Amateurfunk, kann, wenn Sprache gesendet wird, die Information über die Frequenz sehr einfach durch manuelles Verstimmen rund um das empfangene Signal, festgestellt werden, denn Sprache wird unverständlich, wenn die Abweichung der Trägerfrequenz im Empfänger und in Relation zu der beim Sender verwendeten Trägerfrequenz mehr als ca. 100 Hz beträgt. Bei Slow Scan Television (SSTV) ermöglicht ein regelmäßig gesendeter Synchronimpuls, ein sogenanntes Burst-Signal, das automatische Justieren der Trägerfrequenz. Musik klingt bereits bei Trägerfrequenzabweichungen von nur wenigen Hertz unharmonisch.

## Erzeugung

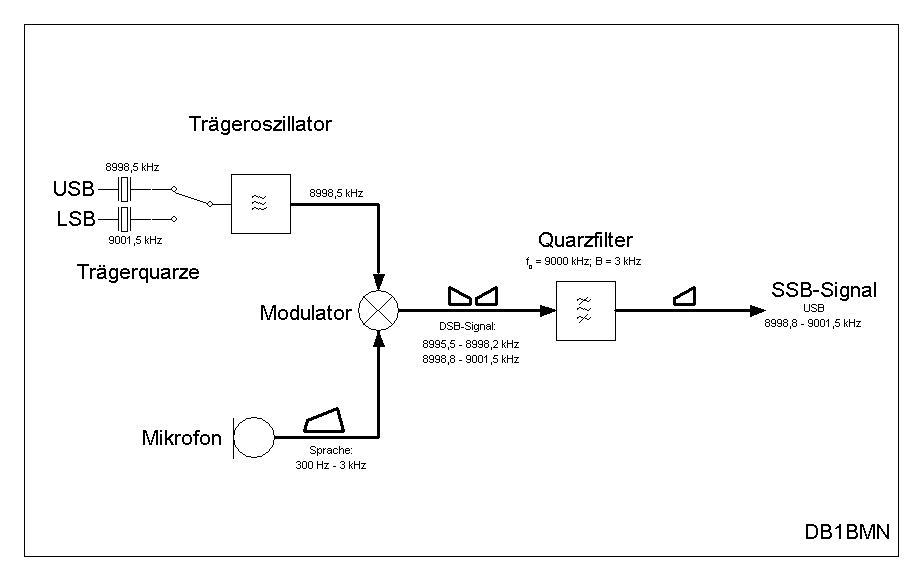
SSB-Erzeugung nach der Filtermethode

Phasenmethode (auch Single-Sideband Mixer), zeigt einen USB-Modulator und ein USB-Spektrum, LSB-Modulator durch Vorzeichenwechsel im I- oder Q-Zweig

Ein SSB-Signal kann auf mehrere Arten erzeugt werden, das Ergebnis ist in allen Fällen identisch:
- Die Filtermethode beginnt mit einem Mischer, der die Trägerfrequenz unterdrückt. Im Regelfall wird dafür eine Gilbertzelle verwendet, die eine Amplitudenmodulation mit unterdrücktem Träger erzeugt. Anschließend sorgt ein schmalbandiges Bandpassfilter mit hohem Gütefaktor, wie ein Quarzfilter, dafür, dass nur eines der beiden Seitenbänder weiter verstärkt werden kann. Weil die Frequenz eines Quarzfilters im Rahmen der analogen Schaltungstechnik nicht einfach geändert werden kann, muss diese Zwischenfrequenz durch eine weitere Mischstufe auf die gewünschte Sendefrequenz gebracht werden.
- Bei der Phasenmethode, die dem IQ-Verfahren entspricht, entfällt das teure Filter. Dafür werden zwei symmetrische Mischer verwendet, deren Eingangssignale sowohl auf der Nieder- als auch auf der Hochfrequenzseite um 90° phasenverschoben sind. Dabei ist es sehr problematisch, diesen Wert im gesamten Sprachfrequenzbereich von 300 Hz bis 3500 Hz mit den Bauteilen der Analogtechnik (Kondensatoren und Widerstände) zu erzeugen. Jede Abweichung führt zu schlechter Unterdrückung des unerwünschten Seitenbandes. Damit kann SSB auf der Sendefrequenz erzeugt werden.
- Im Rahmen heutiger Funkgeräte wird die SSB meist mit digitaler Signalverarbeitung in einem Software Defined Radio (SDR) realisiert. Dazu wird das reellwertige Modulationssignal mittels Hilbert-Transformation in ein komplexes Basisbandsignal transformiert, ein sogenanntes analytisches Signal. Die eigentliche Hilbert-Transformation kann dabei in speziell darauf ausgelegten FIR-Filtern realisiert werden. Das so gebildete komplexe Modulationssignal wird dann mit zwei phasenverschobenen Trägern gemischt. Anschließend werden diese beiden Anteile addiert, wie in nebenstehender Abbildung dargestellt. Durch die Phasenverschiebung der beiden Trägerschwingungen zueinander wird das Trägersignal bei der Addition ausgelöscht. Ebenso wird durch die finale Addition eines der beiden Seitenbänder unterdrückt und das Ergebnis ist ein Einseitenbandsignal mit unterdrücktem Träger. Dieses Summensignal kann nach einer Digital-Analog-Umsetzung als analoges, nun rein reelles Signal ausgegeben werden und bei Bedarf durch nochmalige analoge Mischung auf eine höhere Ausgabefrequenz verschoben werden. Erste Arbeiten zu diesem Verfahren gehen auf Donald K. Weaver aus den 1950er Jahren zurück.[2]

## Demodulation
Obwohl die Amplitude des SSB-Signals gewisse Ähnlichkeit mit der modulierenden Niederfrequenz aufweist, kann SSB nicht mit einem im Aufbau einfachen Hüllkurvendemodulator demoduliert werden, wie es bei der nicht-kohärenten Demodulation von AM möglich ist.
Der Empfang des SSB-Signals erfolgt in einem analogen SSB-Empfänger, wie er im Amateurfunk üblich ist, indem zunächst wie bei anderen Empfängern das empfangene und vorselektierte Signal in einer Mischstufe auf eine feste Zwischenfrequenz (ZF) gemischt und mit einem steilflankigen Filter wie einem Quarzfilter von Störsignalen auf benachbarten Funkfrequenzen befreit wird – das stellt in der Empfangstechnik das sogenannte Superheterodyn-Prinzip dar. Eine weitere Mischstufe, aus historischen Gründen aber als Produktdetektor bezeichnet, übernimmt die Demodulation, indem ein lokal im Empfänger erzeugter Träger zugemischt wird. Der Oszillator zur lokalen Trägererzeugung wird als englisch Beat Frequency Oscillator, kurz BFO, oder auch als englisch Carrier Insertion Oscillator, kurz CIO, bezeichnet.
Das Mischprodukt ist nach Filterung das Modulationssignal in Basisbandlage, im Amateurfunk ist es üblicherweise Sprache im Frequenzbereich von 300 Hz bis 3 kHz. Frequenzabweichungen des BFO führen zu einem Frequenzversatz und können dann vom Benutzer des Funkempfängers manuell anhand der Sprachverständlichkeit feinjustiert werden (englisch pitch). Ein Frequenzversatz von typisch ±20 Hz gilt als tolerabel. Manche Amateurfunkempfänger besitzen einen LSB/USB-Umschalter, der die Frequenz des BFO an das untere bzw. das obere Ende der Durchlasskurve des Zwischenfrequenzfilters setzt.
Ein Nachteil von trägerlosem SSB ist die schwierige Implementierung einer automatischen Verstärkungsregelung (AGC) und einer Automatic frequency control (AFC) im Empfänger. Ein Ausweg ist SSB mit abgesenktem Träger und dessen Regeneration im Empfänger. Weitere Verfahren sind die Übertragung eines vereinbarten Pilottones, aus dem der Träger und die Regelgrößen für die AGC und AFC abgeleitet werden können. Bei Fehlen solcher Informationen kann mit reduzierter Qualität z. B. das Spektrum des SSB-Detektors mit dem eines ZF-Hüllkurvendetektors (Diode) zur Deckung gebracht werden, indem sprechertypische Frequenzspitzen genutzt werden, die unabhängig von der Grundfrequenz der Stimme auftreten.
Auch in der Empfängertechnik ist die analoge Signalverarbeitung, die zahlreiche, teilweise von Hand abgeglichene elektronische Bauelemente benötigt, seit Mitte der 1990er Jahre schrittweise durch kostengünstigere digitale Signalverarbeitung ersetzt worden. Im Frequenzbereich der Kurzwelle sind volldigitale Empfängerkonzepte üblich, bei denen außer einer Vorselektion vor dem AD-Wandler keine analogen Bauteile zur Signalverarbeitung mehr zum Einsatz kommen.

## Sonstiges, Verwendung, Sonderformen
Im Rundfunkbereich wurde die Einführung von SSB als Ersatz für AM jahrzehntelang diskutiert, nach der Entwicklung der digitalen Übertragungsverfahren (DRM und DAB) jedoch beendet. Im Prinzip ist die Übertragung von Stereofoniesignalen im Rahmen von AM-Stereo mit der Einseitenbandmodulation auf einer Radiofrequenz möglich, wird jedoch nicht angewendet. Hauptgrund ist, dass die erzielbare Musikqualität wegen der geringen Bandbreite der AM-Kanäle von nur 9 kHz unbefriedigend und eine Abstimmung der Empfänger auf wenige Hertz genau erforderlich ist.
Sendungen, die in Einseitenbandmodulation ausgestrahlt werden, können in Rundfunkempfängern mit normaler AM-Demodulation nicht wiedergegeben werden. Es gibt aber auch eine besondere Form der Einseitenbandmodulation, die auch von normalen Rundfunkgeräten mit AM-Demodulatoren wiedergegeben werden kann (AM-kompatible Einseitenbandmodulation; dabei wird auch der Träger mitgesendet). Diese Modulationsart wurde zwischen 1953 und 1962 bei einem Langwellensender des Deutschlandfunks verwendet.
Eine weit verbreitete Sonderform der Einseitenbandmodulation ist die bei der analogen Übertragung von Fernsehsignalen benutzte so genannte Restseitenbandmodulation, die gegenüber der Zweiseitenband-AM ebenfalls eine beträchtliche Steigerung der Energie- und Spektrumeffizienz erreicht. Im Unterschied zur reinen Einseitenbandmodulation wird hier jedoch ein reduzierter Träger und ein Teil des zweiten Seitenbandes übertragen. Dadurch wird auf der Empfangsseite (beispielsweise einem TV-Gerät) die Demodulation des Signals wesentlich vereinfacht und verbilligt.